# Johannes Osten
Johannes Franciskus Osten (Giacarta, 14 settembre 1879 – L'Aia, 27 marzo 1965) è stato uno schermidore olandese, vincitore di una medaglia di bronzo nella scherma ai giochi intermedi di Atene del 1906 (non riconosciuti dal CIO).